# Cristina Miatello
Cristina Miatello (Padova, 16 giugno 1955) è un soprano italiano, esperta nel repertorio rinascimentale e barocco.

## Biografia
Cristina Miatello si è diplomata in Canto col massimo dei voti presso il Conservatorio Pollini di Padova nel 1979. Si è poi perfezionata con Elisabeth Schwarzkopf, Elly Ameling e Giorgio Favaretto  per il repertorio cameristico, e con Rebecca Stuart e Sergio Vartolo per la vocalità barocca.
Ha iniziato la sua attività concertistica alternandola a quella di assistente alla regia di Antonio Taglioni, per il teatro di prosa e lirico. Come cantante, ha collaborato con i maggiori interpreti del repertorio antico, quali Sergio Vartolo, René Clemencic, Gabriel Garrido, Roberto Gini, Toni Florio, Enrico Gatti, Rinaldo Alessandrini e molti altri. 
Ha collaborato per anni con gli ensembles Concerto Italiano, Concerto di Albalonga, Cappella della Pietà dei Turchini e Cappella di San Petronio.
Ha registrato più volte per emittenti radiotelevisive europee ed ha al suo attivo una trentina di incisioni discografiche che hanno conquistato numerosi premi della critica discografica internazionale. 
Ha insegnato Canto Rinascimentale e Barocco nei Conservatori di Verona, Padova, Novara e Venezia, oltre che ai corsi estivi di perfezionamento a Urbino, Daroca (Spagna) e Neuburg an der Donau.

## Discografia parziale
- 1985 – Luzzasco Luzzaschi, Madrigali a uno, due e tre soprani, Harmonia Mundi, Francia, Concerto delle Dame di Ferrara, direttore Sergio Vartolo
- 1986 – Giacomo Antonio Perti, Messa a otto voci per soli, ripieni e strumenti, Bongivanni, Italia, Cappella di San Petronio, direttore Sergio Vartolo
- 1989 – Anonimi, Canzoni da battello del ‘700 veneziano, Tactus, Italia
- 1989 – Claudio Monteverdi, Concerto - VII Libro dei Madrigali, Tactus, Italia, direttore Roberto Gini
- 1990 – Claudio Monteverdi, Madrigali su testo di Torquato Tasso, Tactus, Italia, Ensemble Concerto Italiano, direttore Rinaldo Alessandrini
- 1992 – Claudio Monteverdi, VI Libro dei Madrigali, Arcana, Francia, Ensemble Concerto Italiano, direttore Rinaldo Alessandrini
- 1992 – Alessandro Scarlatti, Cain overo Il primo omicidio, Opus 111, Francia, L’Europa Galante, direttore Fabio Biondi
- 1992 – Alessandro Scarlatti, Cantate e Duetti, Tactus, Italia
- 1992 – Alessandro Scarlatti, Lamentazioni della Settimana Santa, Symphonia - WDR, Italia, Ensemble Aurora, direttore Enrico Gatti
- 1993 – Francesco Durante, Dodici duetti per soprano e contralto, Tactus, Italia
- 1993 – Giacomo Carissimi, Terzetto e Messa Sciolto havean, Stradivarius, Italia, Le Istitutioni Harmoniche, direttore Marco Longhini
- 1994 – Alessandro Stradella, Due Cantate Sacre, Stradivarius, Italia, Coro e Orchestra dell'Accademia di Santo Spirito, direttore Sergio Balestracci
- 1995 – Luigi Boccherini, Arie Accademiche per soprano e orchestra, Dynamic, Italia, L’arte dell’arco, Ensemble Sans souci
- 1997 – Tomaso Albinoni, Il Concilio dei Pianeti - Serenata a tre, Fonit Cetra, Italia, direttore Annibale Cetrangolo
- 2000 – Johann Adolf Hasse, Arie, Cantate e Sonate, Nalesso Records, Italia, Diletto Musicale Veneto
- 2001 – Leonardo Leo, Serenate e Cantate, Tactus, Italia, La Confraternita de’ Musici
- 2001 – Anonimi, Canzoni da battello del ‘700 veneziano - vol. II, Tactus, Italia
- 2008 – Marco Scacchi, Marco Scacchi & his time, Stradivarius, Italia, Ensemble Vocale veneto

## Pubblicazioni
- Cristina Miatello e Valentina Confuorto, Voci e vocalità nella cultura occidentale, Roma, Armando Editore, 2024.